# Sindaci di Mosca

Stemma di Mosca

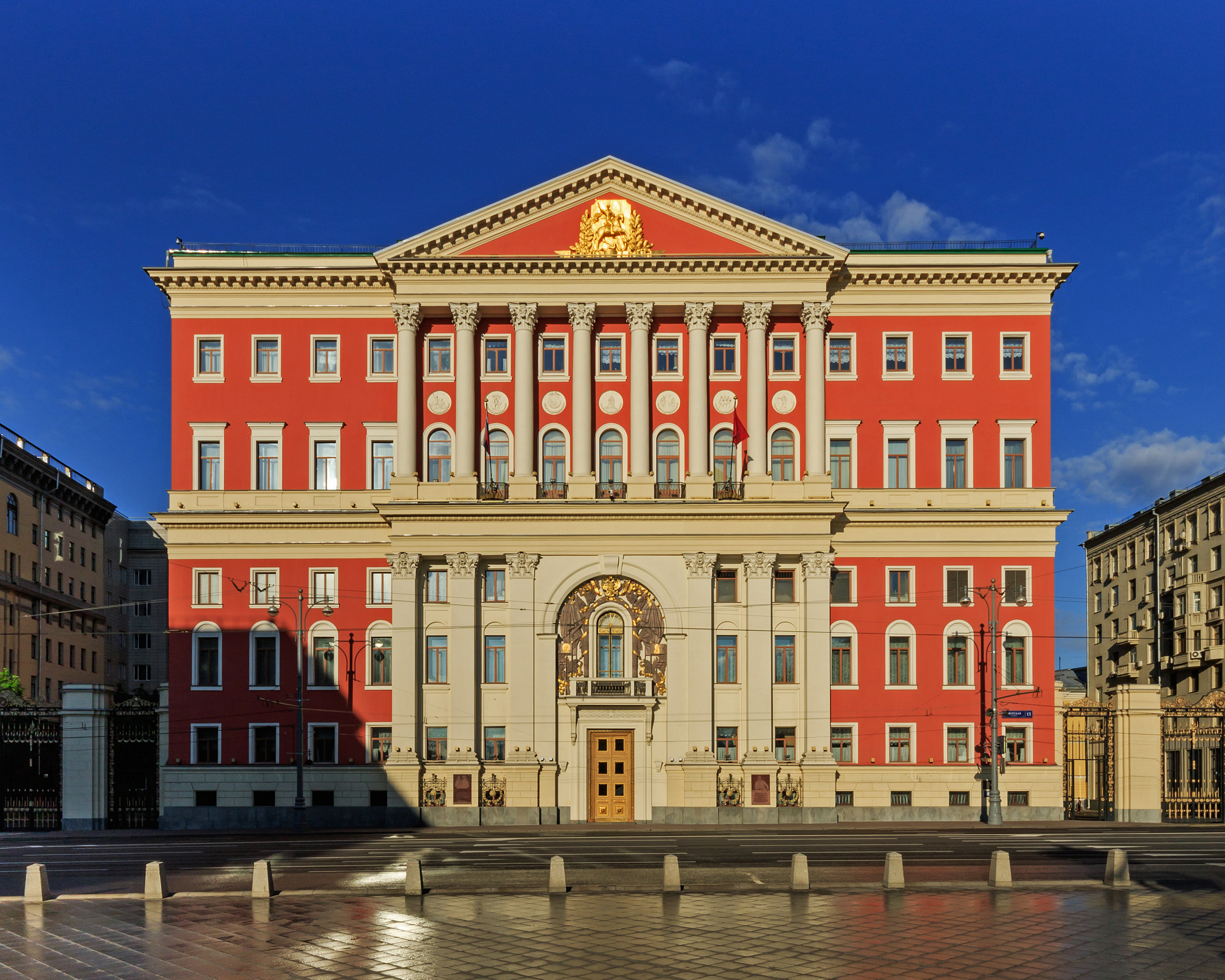
Residenza del sindaco di Mosca

## Elenco

### Governatori generali di Mosca (1709-1917)

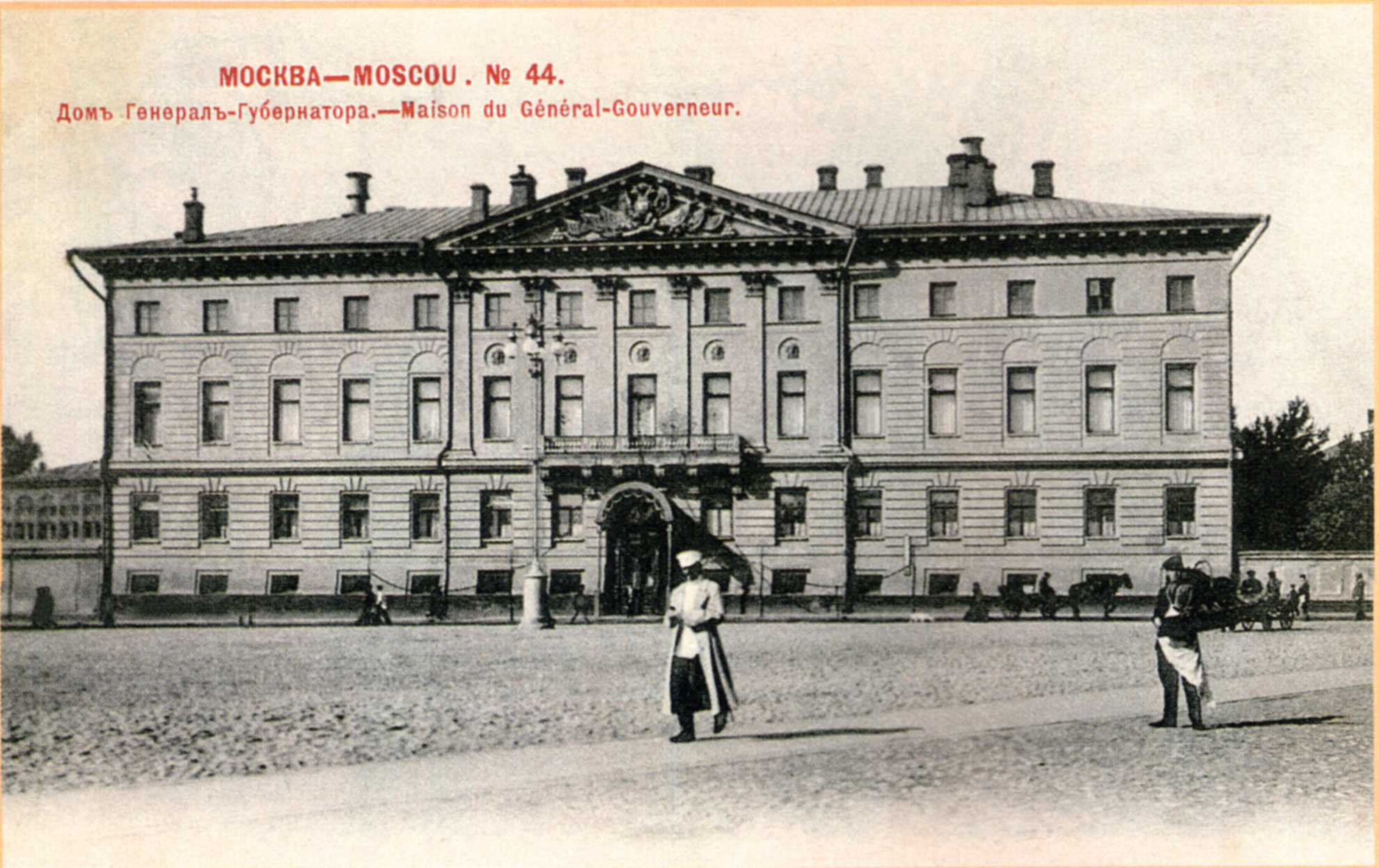
Residenza del Governatore di Mosca in via Tverskaja nel 1902

- Tikhon Nikitič Strešnev (1709–1711)
- Vasilij Semënovič Eršov (1711–1712)
- Michail Grigor'evič Romodanovskij (1712–1713)
- Alexej Petrovič Salt'ikov (1713–1716)
- Kirill Alekseevič Naryškin (1716–1719)
- Ivan Lukič Voejkov (1719–1726)
- Pëtr Ivanovič Vel'jaminov-Zernov (1726–1738)
- Ivan Fëdorovič Romodanovskij (1727–1729)
- Aleksej L'vovič Pleščeev (febbraio-maggio 1727, 1729–1730)
- Vasilij Fëdorovič Saltykov (marzo-ottobre 1730)
- Grigorij Petrovič Černyšëv (1731–1735)
- Ivan Fëdorovič Barjatinskij (1735–1736)
- Fëdor Nikolaevič Balk (1734–1738)
- Boris Grigor'evič Jusupov (1738–1740, 1740–1741)
- Ivan Jur'evič Trubeckoj (maggio-dicembre 1739)
- Karl Biron (marzo-novembre 1740)
- Vladimir Semëiovič Saltykov (1741–1751)
- Aleksandr Borisovič Buturlin (1742–1744, 1762–1763)
- Vasilij Jakovlevič Levašov (1744–1751)
- Semën Petrovič Ušakov (1751–1755)
- Sergej Alekseevič Golicyn (1753–1756)
- Nikolaj Grigor'evič Žerebcov (1755–1762, 1762–1764)
- Pëtr Borisovič Čerkasskij (1760–1762)
- Pëtr Semëiovič Saltykov (1763–1771)
- Grigorij Grigor'evič Orlov (settembre-novembre 1771)
- Michail Nikitič Volkonskij (1771–1780)
- Vasilij Michajlovič Dolgorukov-Krymskij (1780–1782)
- Zachar Grigor'evič Čern'īšëv (1782–1784)
- Jacob Aleksandrovič Brjus (1784–1786)
- Pëtr Dmitrievič Eropkin (1786–1790)
- Aleksandr Aleksandrovič Prozorovskij (1790–1795)
- Michail Michajlovič Izmajlov (1795–1797)
- Jurij Vladimirovič Dolgorukov (maggio-novembre 1797)
- Ivan Petrovič Saltykov (1797–1804)
- Aleksandr Andreevič Beklešov (1804–1806)
- Timofeij Ivanovič Tutolmin (1806–1809)
- Ivan Vasil'evič Gudovič (1809–1812)
- Fëdor Vasil'evič Rostopčin (1812–1814)
- Aleksandr Petrovič Tormasov (1814–1819)
- Dmitrij Vladimirovič Golicyn (1820–1844)
- Aleksej Grigor'evič Ščerbatov (1844–1848)
- Arsenij Andreevič Zakrevskij (1848–1859)
- Sergej Grigor'evič Stroganov (aprile-settembre 1859)
- Pavel Alekseevič Tučkov (1859–1864)
- Michail Aleksandrovič Ofrosimov (1864–1865)
- Vladimir Andreevič Dolgorukov (1865–1891)
- Granduca Sergej Aleksandrovič Romanov (1891–1905)
- Aleksandr Aleksandrovič Kozlov (aprile-luglio 1905)
- Pëtr Pavlovič Durnovo (luglio-novembre 1905)
- Fëdor Vasil'evič Dubasov (1905–1906)
- Sergej Konstantinovič Geršel'man (1906–1909)
- Vladimir Fëdorovič Džunkovskij (1908–1913)
- Aleksandr Aleksandrovič Adrianov (1908–1915)
- Feliks Feliksovič Jusupov (maggio-settembre 1915)
- Iosif Ivanovič Mrozovskij (1915–1917)
- Michail Vasil'evič Čelnokov (1-6 marzo 1917)
- Nikolaj Michajlovič Kiškin (marzo-settembre 1917)
- Vadim Viktorovič Rudnev (11 luglio-2 novembre 1917)

### Presidenti del comitato esecutivo (1917-1991)
| Numero | Sindaco | Sindaco                        | Mandato         | Mandato         | Partito politico |
| Numero | Sindaco | Sindaco                        | Inizio          | fine            | Partito politico |
| ------ | ------- | ------------------------------ | --------------- | --------------- | ---------------- |
| 1      |         | Viktor Pavlovič Nogin          | Settembre 1917  | Novembre 1917   | POSDR(b)         |
| 2      |         | Michail Nikolaevič Pokrovskij  | Novembre 1917   | Marzo 1918      | POSDR(b)         |
| 3      |         | Pëtr Germogenovič Smidovič     | Marzo 1918      | Ottobre 1918    | PCR(b)           |
| 4      |         | Lev Borisovič Kamenev          | Ottobre 1918    | 16 gennaio 1926 | PCR(b)           |
| 5      |         | Konstantin Vasil'evič Uchanov  | 16 gennaio 1926 | 1931            | PCU(b)           |
| 6      |         | Nikolaj Aleksandrovič Bulganin | 1931            | 22 giugno 1937  | PCU(b)           |
| 7      |         | Ivan Ivanovič Sidorov          | 22 giugno 1937  | 3 novembre 1938 | PCU(b)           |
| 8      |         | Aleksandr Illarionovič Efremov | 3 novembre 1938 | 14 aprile 1939  | PCU(b)           |
| 9      |         | Vasilij Prochorovič Pronin     | 14 aprile 1939  | 7 dicembre 1944 | PCU(b)           |
| 10     |         | Georgij Michajlovič Popov      | 7 dicembre 1944 | 18 gennaio 1950 | PCU(b)           |
| 11     |         | Michail Alekseevič Jasnov      | 18 gennaio 1950 | 2 febbraio 1956 | PCUS             |
| 12     |         | Nikolaj Ivanovič Bobrovnikov   | 2 febbraio 1956 | 1961            | PCUS             |
| 13     |         | Nikolaj Aleksandrovič Dygaj    | 1961            | 1963            | PCUS             |
| 14     |         | Vladimir Fëdorovič Promyslov   | 1963            | 1986            | PCUS             |
| 15     |         | Valerij Timofeevič Sajkin      | 1986            | 12 luglio 1991  | PCUS             |

### Sindaci di Mosca (dal 1991 ad oggi)
| Numero | Sindaco | Sindaco                   | Mandato           | Mandato           | Elezioni         | Partito politico                                                                      |
| Numero | Sindaco | Sindaco                   | inizio            | fine              | Elezioni         | Partito politico                                                                      |
| ------ | ------- | ------------------------- | ----------------- | ----------------- | ---------------- | ------------------------------------------------------------------------------------- |
| 1      |         | Gavriil Popov             | 12 luglio 1991    | 6 luglio 1992     | 1991             | Russia Democratica                                                                    |
| 2      |         | Jurij Lužkov              | 6 luglio 1992     | 28 settembre 2010 | 1996, 1999, 2003 | Patria - Tutta la Russia (fino al 1 dicembre 2001) Russia Unita (dal 1 dicembre 2001) |
| —      |         | Vladimir Resin ad interim | 28 settembre 2010 | 21 ottobre 2010   | 1996, 1999, 2003 | Russia Unita                                                                          |
| 3      |         | Sergej Sobjanin           | 21 ottobre 2010   | in carica         | 2013, 2018       | Russia Unita                                                                          |